# 3ds Max
Autodesk 3ds Max (früher auch 3D Studio MAX) ist ein 3D-Computergrafik- und Animationsprogramm, das sowohl im Bereich Computerspiele, Comic, Animationen, Film (TV/Kino) als auch in gestalterischen Berufen wie Design oder Architektur seinen Einsatz findet.

## Geschichte
3ds Max wurde von Autodesk entwickelt. Es ist als Nachfolger von 3D Studio für MS-DOS entstanden, damals unter dem Namen 3D Studio Max der Firma Kinetix. Ab der Version 3D Studio Max 4 bis 3ds max 7 wurde es von Discreet weiterentwickelt. Ebenso entwickelte man seit der Version 5 auch eine Version mit verändertem Funktionsumfang unter dem Namen 3D Studio Viz für den Bereich Design und Architektur.

## Inhalt
Das Softwarepaket bietet unter anderem Partikelsysteme, Plug-ins für realistische physikalische Simulationen und Charakteranimation, Texture Baking, Beleuchtung nach Geokoordinaten sowie Jahres- und Tageszeit, Polygonobjekte, Blobmeshes/Volumes und mathematische Flächen (NURBS).
Abhängig von der Programmversion, den mitgelieferten sowie den von anderen Herstellern veröffentlichten Renderern sind komplexe Bildberechnungen unter anderem mit Scanline Rendering oder Raytracing, Shadow Mapping, Diffuse Shading, Global Illumination, Mehrfachreflektionen und -refraktionen, Ray Marching, Motionblur, Depth of Field, Volume Rendering etc. möglich. Besonders die Einsatzmöglichkeit verschiedenster CPU- und GPU basierter Renderer wie V-Ray, nVidia iRay/mentalray, Arnold Render, Octane, Redshift, Indigo etc. sorgte für eine weite Verbreitung von 3D Studio Max im privaten und kommerziellen Umfeld.
3ds Max ist einfach erweiterbar mit eigenen Plug-ins und verfügt über die programmeigene Scriptsprache Maxscript.
Es verfügt über Modellierungsfunktionen und eine flexible Plugin-Architektur und muss auf der Microsoft Windows-Plattform verwendet werden. 3ds Max wird von Videospielentwicklern, TV-Werbestudios und Architekturvisualisierungsstudios verwendet. Es wird auch für Filmeffekte und Filmvorvisualisierung verwendet.

## Eigenschaften
MAXScript
MAXScript ist eine eingebaute Skriptsprache, mit der sich wiederkehrende Aufgaben automatisieren, bestehende Funktionen auf neue Weise kombinieren, neue Tools und Benutzeroberflächen entwickeln lassen und vieles mehr. Plugin-Module können komplett in MAXScript erstellt werden.
Szenen-Explorer
Scene Explorer, ein Werkzeug, das eine hierarchische Ansicht von Szenendaten und Analysen bietet, erleichtert die Arbeit mit komplexeren Szenen. Scene Explorer bietet die Möglichkeit, eine Szene nach beliebigen Objekttypen oder Eigenschaften (einschließlich Metadaten) zu sortieren, zu filtern und zu durchsuchen.
Texturzuweisung und Bearbeitung
3ds Max bietet Operationen für kreatives Textur- und Planar-Mapping, einschließlich Kacheln, Spiegeln, Abziehbilder, Winkel, Drehen, Weichzeichnen, UV-Dehnung und Entspannung; Verzerrung entfernen; UV erhalten und UV-Vorlagenbild-Export. Der Textur-Workflow umfasst die Möglichkeit, eine unbegrenzte Anzahl von Texturen zu kombinieren, einen Material/Map-Browser mit Unterstützung für Drag-and-Drop-Zuweisung und Hierarchien mit Miniaturansichten. Zu den Funktionen des UV-Workflows gehören das Pelt-Mapping, das benutzerdefinierte Nähte definiert und es dem Benutzer ermöglicht, UVs entsprechend dieser Nähte zu entfalten, das Kopieren/Einfügen von Materialien, Maps und Farben sowie der Zugriff auf schnelle Mapping-Typen (Box, zylindrisch, sphärisch).
Open Shading Language (OSL)
Mit Open Shading Language (OSL) können Sie eine neue OSL-Map verwenden, eine ganze Kategorie verschiedener OSL-Maps, und Sie können Ihre eigenen OSL-Maps mithilfe von Entwicklungswerkzeugen für die Verwendung mit beliebigen Renderern erstellen.
Open Shading Language (OSL) ist eine Open-Source-Schattierungssprache, die recht einfach zu verstehen ist. Sie kann auf verschiedene Arten verwendet werden. Sie können die OSL-Map verwenden, bei der es sich um eine Ausführungsumgebung für OSL-Shader innerhalb von 3ds Max handelt, und sie funktioniert wie jede reguläre eingebaute 3ds Max-Map. Es gibt auch eine Kategorie von vorinstallierten OSL-Maps, die Sie einfach verwenden können. Darüber hinaus können Sie beliebige OSL-Maps verwenden, die Sie aus dem Internet herunterladen. Schließlich können Sie mit unseren Entwicklungswerkzeugen einen Shader oder eine Map in OSL erstellen. Dies ist eine viel einfachere Methode, um benutzerdefinierte Maps zu erstellen, als die Entwicklung der entsprechenden Funktionalität als 3ds Max C++ Map.

## Bekannte Nutzer
Die folgenden Listen stellen eine Auswahl dar und erheben keineswegs Anspruch auf Vollständigkeit.

### Firmen und Organisationen
- Alexander Lehmann
- Animal Logic
- Bethesda Softworks
- Blizzard Entertainment
- Bungie
- CD Projekt RED
- cdv Software Entertainment
- Crytek
- Cyan Worlds
- Deep Silver
- Digital Domain
- Digital Illusions CE
- Electronic Arts
- Industrial Light & Magic (ILM)
- Piranha Bytes
- Remedy Entertainment
- Rockstar Games
- Ubisoft
- Fishlabs
- VA Software
- Valve

### Filmproduktionen
- The 13th Floor
- Battlefield Earth – Kampf um die Erde
- Black Hawk Down
- Blade: Trinity
- Cats & Dogs – Wie Hund und Katz
- The Core – Der innere Kern
- The Day After Tomorrow
- Driven
- Dr. Dolittle 2
- Der Exorzist: Der Anfang
- Final Destination 2
- The Green Mile
- Harry Potter und der Gefangene von Askaban
- Hellboy
- Die Herrschaft des Feuers
- The Italian Job – Jagd auf Millionen
- Jurassic Park
- K-19 – Showdown in der Tiefe
- Lara Croft: Tomb Raider
- Last Samurai
- Lost in Space
- The Majestic
- Matrix
- Matrix Reloaded
- Mighty Joe Young
- Minority Report
- Mission: Impossible II
- Mr. & Mrs. Smith
- Die Mumie kehrt zurück
- Panic Room
- Passwort: Swordfish
- Paycheck – Die Abrechnung
- Planet der Affen
- Scooby Doo 2: Monsters Unleashed
- Sin City
- Sky Captain and the World of Tomorrow
- Spider-Man 2
- Star Wars: Episode III – Die Rache der Sith
- Stirb an einem anderen Tag
- (T)Raumschiff Surprise – Periode 1
- Die Truman Show
- Die Unglaublichen – The Incredibles
- X-Men
- X-Men 2
- 2012

### Computerspiele
- Age of Empires II
- Arma: Armed Assault
- Arma 2
- Assassin’s Creed
- Battlefield 1942
- Battlefield 2
- Black & White
- Blue Dragon
- Command & Conquer: Renegade
- Clonk
- Crysis
- Crysis Warhead
- Darwinia
- Der Herr der Ringe – Videospiele zu den Verfilmungen
- Diablo II
- The Elder Scrolls III: Morrowind
- The Elder Scrolls IV: Oblivion
- Empire Earth
- Far Cry
- God of War (2005)
- Gothic
- Gothic II
- Gothic 3
- Grand Theft Auto III
- Grand Theft Auto: San Andreas
- Grand Theft Auto IV
- Guild Wars
- Half-Life
- Halo: Kampf um die Zukunft
- Halo 2
- The Legend of Zelda: Twilight Princess
- Lula 3D
- Max Payne
- Medal of Honor
- Myst (Uru (Uru Live), Myst V: End of Ages)
- Need for Speed
- ParaWorld
- Peter Jackson’s King Kong – Videospiel zum Film
- Red Faction
- Die Siedler III
- Die Siedler – Das Erbe der Könige
- Die Siedler – Aufstieg eines Königreichs
- StarCraft
- Star Wars: Empire at War
- Tom Clancy’s Ghost Recon
- Tom Clancy’s Splinter Cell
- Tony Hawk’s
- TrackMania
- Tribes 2
- Unreal Tournament
- Vietcong
- Vietcong 2
- Warcraft III
- Wolfenstein: Enemy Territory
- World of Warcraft
- X²: Die Bedrohung
- X³: Reunion
- Galactic Civilizations 2
- Die Siedler II – Die nächste Generation
- Die Siedler IV
- Star Wars: Battlefront II (2005)
- Titan Quest
- The Witcher 2: Assassins of Kings
- The Witcher
- Two Worlds
- Two Worlds 2
- Command & Conquer: Tiberian Sun
- Anno 1701
- Die Sims 3
- Die Sims 4
- Supreme Commander: Forged Alliance